# Josef Stárek (herec)
Josef Stárek (16. dubna 1949 Praha – 27. února 1997 Praha) byl český číšník a filmový herec, který se proslavil rolí doktora Káji ve filmech Slunce, seno a pár facek a Slunce, seno, erotika.

## Život
Narodil se v roce 1949 v Praze, kde žil a pracoval v nočním klubu U Petra Voka. Byl otevřeně homosexuál a často navštěvoval různé pražské podniky. V jednom z nich potkal českého režiséra Zdeňka Trošku a herečku Helenu Růžičkovou. S nimi se spřátelil a vše dospělo až k tomu, že Troška Stárkovi nabídl roli doktora Káji ve svém filmu Slunce, seno a pár facek.
Po uvedení filmu si užíval nově nabyté slávy a začal holdovat alkoholu. Následně se vrátil do práce a několik let prodával občerstvení v pražské zoo. Režisér Troška ho znovu obsadil do třetího pokračování Slunce, seno, erotika. Touto rolí se stal celebritou pražské gay komunity. V roce 1994 se objevil jako šenkýř v pohádce Princezna ze mlejna. Jeho čtvrtý film byl zároveň i jeho poslední.
Zemřel na infarkt v roce 1997 v rodné Praze ve věku nedožitých 48 let. Je pochován na hřbitově v Českém Krumlově.

## Filmografie
- Slunce, seno a pár facek (1989) – doktor Kája
- Dobrodružství kriminalistiky (1991) – epizodní role
- Slunce, seno, erotika (1991) – doktor Kája
- Princezna ze mlejna (1994) – hostinský